# 소피 바바서
소피 바바서(Sophie Vavasseur, 1992년 5월 10일 ~ )는 아일랜드의 배우이다.
더블린에서 태어났다.

## 영화
- 엑소시즈머스 (2010년) - 엠마 역
- 더 올드 큐리어시티 샵 (2007년)
- 노생거 사원 (2007년)
- 비커밍 제인 (2007년)
- 레지던트 이블 2 (2004년) - 앤지 역
- 에블린 (2002년)